# ASB Classic 2002
L'ASB Classic 2002 è stato un torneo di tennis giocato sul cemento. È stata la 17ª edizione del ASB Classic, che fa parte della categoria Tier IV nell'ambito del WTA Tour 2002. Si è giocato al ASB Tennis Centre di Auckland in Nuova Zelanda, dal 31 dicembre 2001 al 6 gennaio 2002.

## Campionesse

### Singolare
Anna Smashnova ha battuto in finale  Tat'jana Panova con il punteggio di 6–2, 6–2

### Doppio
Nicole Arendt /  Liezel Huber hanno battuto in finale  Květa Hrdličková /  Henrieta Nagyová con il punteggio di 7–5, 6–4